# Séan Garnier
Arnaud "Séan" Garnier (Sens, França18 de junho de 1984(36 anos) é um jogador de Futebol freestyle francês. Garnier ganhou notoriedade após vencer o 1º campeonato mundial de futebol freestyle, organizado pela Red Bull em 2008 em São Paulo. Desde então Séan virou garoto propaganda da empresa.

## Carreira
Séan começou sua carreira tentando a sorte no futebol de campo. Em 1998, Séan dividia elenco com Djibril Cissé e Philippe Mexès nas categorias de base do Auxerre. Depois do Auxerre, ele tentou a sorte no Troyes, da 2ª divisão francesa. Mas sua carreira futebolística teve de ser abandonada devido à uma série de lesões.
Em 2008, ele venceu o 1º campeonato mundial de futebol freestyle, organizado pela Red Bull em São Paulo. Desde então Séan virou garoto propaganda da empresa.
Em 2014, ele apareceu no videoclipe "Magic in the Air", da banda Magic System, que foi gravada para uma campanha de alfabetização da UNICEF.
Em 2016, Sean participou da primeira edição do torneio Premier Futsal, na Índia.
Em 2016 e 2017 Séan participou do desafio Reis do Drible, como integrante da equipe "Reis do Mundo".

## Títulos
- 2008: Campeão - Red Bull Street Style (São Paulo)
- 2009: Campeão  - French Freestyle
- 2010: Campeão  - French Freestyle
- 2010: 10 Lugar - Styllball Beach Style
- (Dubai)
- 2012: Campeão  - French Freestyle

## Videografia
- 2016 - Documentário "Sean Garnier vs. the World"[6]